# Mezinárodní letiště Ťi-nan Jao-čchiang
Mezinárodní letiště Ťi-nan Jao-čchiang (čínsky v českém přepisu Ťi-nan Jao-čchiang kuo-ťi ťi-čchang, pchin-jinem Jǐnán Yáoqiáng Guójì Jīchǎng, znaky zjednodušené 济南遥墙国际机场, tradiční 濟南遙牆國際機場, IATA: TNA, ICAO: ZSJN) je mezinárodní letiště u Ťi-nanu, hlavního města provincie Šan-tung v Čínské lidové republice. Leží ve vzdálenosti přibližně třiceti kilometrů severovýchodně od centra Ťi-nanu a severně od městyse Jao-čchiang, podle které je pojmenováno.
Letiště je uzlovým pro Shandong Airlines.